# 凸額褐帶脊沫蟬
凸額褐帶脊沫蟬（学名：Ariptyelus arisanus）为尖胸沫蟬科凸額脊沫蟬屬下的一个种。其种加词“arisanus”意为“阿里山的”。